# Лангтойферер-Шпиці
Ланґтойферер Шпіце — гора в групі Вайсскамм Ецтальських Альп на кордоні між Тіролем, Австрія, та Південним Тіролем, Італія.